# 百吉麵
百吉麵是香港的初代即食麵，由百吉奶麵公司生產，能夠用滾水在短時間內煮好，在1954年在報章報導中稱「滾水一浸，馬上有得擦」，在1950至1960年代有不錯的銷路，直至1960年代晚期，日式即食麵大舉進軍香港麵條市場，香港本地傳統即食麵漸告式微。

## 沿革

### 初期發展
香港在1930年代已開始有麵條公司使用機器大量生產麵條，其中的百吉奶麵公司由唐六吉（1896-1961）創辦，其麵條產品在1950至1960年代的香港具有一定的名氣，並且連年參加每年12月舉行的香港工展會。該公司的創辦人唐六吉原籍廣東三水，曾經到日本學習農業，之後在海南島開設農場養牛及種菜。唐六吉在1937年移居英屬香港，在鑽石山建立乳牛牧場生產牛奶，並在油麻地西貢街9號建立百吉麵廠。唐六吉使用自家農場生產的牛奶和雞蛋，配合澳洲進口的麵粉，利用機器生產出高品質的麵條，其產品具有良好的聲譽，為了使方便顧客烹調，唐六吉把麵條和味精包裝在一起，並強調顧客只需把麵條浸入熱水中，即可食用，為了促銷，他還為其即食麵條產品起名「旅行麵」、「千禧年麵」、「龍鳳麵」及「維他麵」。1951年，唐六吉將百吉麵推廣到馬來西亞和新加坡，並且指定淘大罐頭公司為其經銷商。另外，香港當時也有其他麵條廠商生產類似的即食麵產品，例如「田記製麵食品廠」出品的「好爽快」，便強調其麵條能夠「即沖即食」。

### 黃金時期
百吉麵連年在當時屬於香港盛事的工展會推銷，並舉辦大贈送如「買一送一」等促銷活動，百吉麵在當年受到市民歡迎，成為工展會的熱門攤位之一。1953年12月25日發生石硤尾大火，當時正於工展會展銷的百吉麵，立即連同香港多家參展廠商在工展會會場舉辦義賣籌款，賑濟因火災失去家園的居民。在1954年12月的工展會，唐六吉推出在麵條中加入菠菜，外觀呈現綠色的「翡翠麵」。除了在工展會展銷產品，百吉麵也曾經派出女員工參加工展會的表演及選美活動。

### 後期發展
唐六吉於1961年3月初因病入院，至同月10日凌晨4時15分在九龍聖德肋撒醫院病逝，遺體隨後移至萬國殯儀館治喪，及後在荃灣華人永遠墳場落葬。唐六吉逝世後，公司由兒女接手。該公司在1968年的地址位於油麻地彌敦道331號高順樓底層，產品除了麵條，也有蝦片。由於日式即食麵在1960年代後期在香港興起，永南食品也從日本引進生產線在香港生產「公仔麵」，聲勢蓋過香港傳統麵廠的類似產品。貝果食品國際有限公司在1977年成立，隔年在美國專利商標局註冊百吉麵商標。1983年7月13日，永安集團舉行股東會，集團董事會主席郭志權宣布投資食品製造及包裝工業，集團旗下附屬的永安有限公司已經收購百吉食品國際有限公司的重大權益，並且投資4,500萬港元，在大埔興建一座10萬平方英尺的工廠，又成立一家名為永安食品的子公司負責管理麵條業務，而產品則仍沿用「百吉」（Pak Kut）為品牌。百吉伊麵於1985年2月獲得香港工業總會頒發的「Q嘜」亦即香港優質產品認證。當時永安旗下的「百吉」品牌食品有多達20種產品，包括即食麵和通心粉，產品更遠銷美國及加拿大，不過公司的業績仍是虧損。百吉食品公司於1991年自行清盤，而永安食品公司則於2004年解散。